# Paradoxophyla
Paradoxophyla es un género de anfibios anuros de la familia Microhylidae que se encuentra en Madagascar. 

## Especies
Se reconocen las dos especies siguientes según ASW:
- Paradoxophyla palmata (Guibé, 1974)
- Paradoxophyla tiarano Andreone, Aprea, Odierna, & Vences, 2006